# Khởi nghĩa Lương Long
Khởi nghĩa Lương Long (178-181) do Lương Long (梁龍) người Giao Chỉ lãnh đạo nhân dân các quận Giao Chỉ, Cửu Chân, Nhật Nam, Hợp Phố chống lại chính quyền đô hộ nhà Đông Hán. Lực lượng nghĩa quân lên tới hàng vạn người, liên kết với người Ô Hử 烏滸 (tổ tiên của người Tày ở biên giới Việt-Trung và người Choang ở Quảng Tây hiện nay) cùng Thái thú quận Nam Hải là Khổng Chi nên thanh thế rất mạnh, nổi dậy đánh chiếm được các quận huyện và nhiều vùng đất từ Giao Chỉ đến Hợp Phố và từ Cửu Chân đến Nhật Nam. Thứ sử Giao Châu là Chu Ngung phải đóng cổng thành cố thủ và xin viện binh. Mùa hè năm 181, Đông Hán vương cử Huyện lệnh Lan Lăng là Chu Tuấn mang 5000 quân sang đánh dẹp, cuộc khởi nghĩa bị dập tắt.